# Zärtlichkeit (2013)
Zärtlichkeit (Originaltitel: La Tendresse) ist ein Film, ein Mix aus romantischer Komödie und Roadmovie, der belgischen Regisseurin Marion Hänsel, die auch das Drehbuch schrieb. Der Film wurde auf dem Internationalen Filmfestival Rotterdam 2013 uraufgeführt.

## Handlung
Frans und Lisa leben seit 15 Jahren getrennt. Ihr Sohn Jack arbeitet saisonweise als Skilehrer in einem Jugendhotel in den französischen Alpen. Bei einem Snowboardausflug mit seiner Freundin Alison fährt er auf einen Baum auf. Wegen eines komplizierten Beinbruchs muss er in einer dortigen Klinik operiert werden. Der Rücktransport nach Brüssel ist ein Problem, da er keinen entsprechenden Versicherungsschutz hat. So entschließen sich die geschiedenen Eltern, ihn in den Alpen abzuholen. Von dieser Reise dahin und zurück mit dem Sohn, nun in zwei Autos, erzählt der Film.  Auf dieser Reise lernen Frans und Lisa zum ersten Mal Jacks Freundin Alison kennen, die sie akzeptieren. Frans und Lisa stoßen trotz der langen Trennung sofort wieder auf ihre Unterschiedlichkeiten. Doch jetzt können sie gelassen damit umgehen. Jeder lebt in einem neuen Leben, doch das hindert sie nicht, sich mit Wohlwollen und Sympathie zu begegnen. Auch ihr Sohn Jack hat sich längst mit der Situation abgefunden. Er hat seine besondere Beziehung zu jedem Elternteil.

## Kritik
Gerhard Midding:
Zärtlichkeit ist ein leichter, wenngleich kein schwereloser Film. „Es passiert nicht viel. […] Die Figuren, die Marion Hänsel aufeinandertreffen lässt, mögen einander. […] So viel Einklang darf man fade finden, aber man hat Roadmovies schon in verdrießlicherer Gesellschaft verbracht.“
Michael Mayns:
Wie nur selten im Kino, auch im kleinen, unabhängigen Kino, sind die Figuren normal, so lebensnah, wie das Ex-Paar im Zentrum von Zärtlichkeit. So normal ist das bisweilen, dass der Film immer wieder droht allzu beliebig zu werden, schließlich ist die Normalität, das Durchschnittliche aus nicht ganz unverständlichen Gründen nur selten ein Thema des Kinos. Doch dank ihres feinen Blicks und zweier starker Hauptdarsteller gelingt es Hänsel immer wieder diese Normalität zur Stärke zu machen, und das Besondere im Alltäglichen zu zeigen.